# ديدييه فيليب
ديدييه فيليب (بالفرنسية: Didier Philippe)‏ (28 سبتمبر 1961 سرغومين فرنسا - ) هو لاعب كرة قدم فرنسي، يلعب كمهاجم، لعب 382 مباراة وسجل 81 هدف.

## مسيرته

### مسيرته مع الأندية
- 1982 - 1987 لعب مع نادي نانسي 198 مباراة سجل خلالها 30 هدف.
- 1987 - 1989 لعب مع ستاد لافال 50 مباراة سجل خلالها 7 أهداف.
- 1989 - 1990 لعب مع جمعية سارغومين [الإنجليزية]‏ 29 مباراة سجل خلالها 17 هدف.
- 1990 - 1991 لعب مع نادي إستر 29 مباراة سجل خلالها 6 أهداف.
- 1991 - 1992 لعب مع نادي سيدان 22 مباراة سجل خلالها هدفين.
- 1992 - 1993 لعب مع نادي مارتيغ 24 مباراة سجل خلالها 9 أهداف.
- 1993 - 1994 لعب مع نادي تولون 30 مباراة سجل خلالها 10 أهداف.

## روابط خارجية
- ديدييه فيليب على موقع قاعدة بيانات كرة القدم.إي يو (الإنجليزية)
- ديدييه فيليب على موقع Soccerway.com (الإنجليزية)
- ديدييه فيليب على موقع عالم كرة القدم.نت (الإنجليزية)
- ديدييه فيليب على موقع GSA (الإنجليزية)